# العلاقات البلجيكية النيبالية
العلاقات البلجيكية النيبالية هي العلاقات الثنائية التي تجمع بين بلجيكا ونيبال.

## مقارنة بين البلدين
هذه مقارنة عامة ومرجعية للدولتين:
| وجه المقارنة                                              | بلجيكا                                                                              | نيبال                             |
| --------------------------------------------------------- | ----------------------------------------------------------------------------------- | --------------------------------- |
| المساحة (كم2)                                             | 30.53 ألف                                                                           | 147.18 ألف                        |
| عدد السكان (نسمة)                                         | 11.37 مليون                                                                         | 29.40 مليون                       |
| الكثافة السكانية (ن./كم²)                                 | 372.42                                                                              | 199.76                            |
| العاصمة                                                   | بروكسل                                                                              | كاتماندو                          |
| اللغة الرسمية                                             | اللغة الهولندية، لغة فرنسية، اللغة الألمانية                                        | اللغة النيبالية                   |
| العملة                                                    | يورو، فرنك بلجيكي                                                                   | روبية نيبالية                     |
| الناتج المحلي الإجمالي (بليون دولار)                      | 492.68 مليار                                                                        | 24.47 مليار                       |
| الناتج المحلي الإجمالي (تعادل القوة الشرائية) بليون دولار | 514.74 مليار                                                                        | 70.20 مليار                       |
| الناتج المحلي الإجمالي الاسمي للفرد دولار أمريكي          | 40.32 ألف                                                                           | 743                               |
| الناتج المحلي الإجمالي للفرد دولار أمريكي                 | 43.44 ألف                                                                           | 2.37 ألف                          |
| مؤشر التنمية البشرية                                      | 0.890                                                                               | 0.548                             |
| رمز المكالمات الدولي                                      | +32                                                                                 | +977                              |
| رمز الإنترنت                                              | .be                                                                                 | .np                               |
| المنطقة الزمنية                                           | توقيت وسط أوروبا، ت ع م+01:00، ت ع م+02:00، توقيت وسط أوروبا الصيفي، أوروبا/بروكسل ‏ | UTC+05:45، التوقيت الموحد لنيبال ‏ |

## منظمات دولية مشتركة
يشترك البلدان في عضوية مجموعة من المنظمات الدولية، منها:
| علم المنظمة | اسم المنظمة                               | تاريخ انضمام بلجيكا | تاريخ انضمام نيبال |
| ----------- | ----------------------------------------- | ------------------- | ------------------ |
|             | الاتحاد البريدي العالمي                   | ?                   | ?                  |
|             | مؤسسة التنمية الدولية                     | 2 يوليو 1964        | 6 مارس 1963        |
|             | منظمة حظر الأسلحة الكيميائية              | ?                   | ?                  |
|             | منظمة التجارة العالمية                    | ?                   | ?                  |
|             | الأمم المتحدة                             | 27 ديسمبر 1945      | 14 ديسمبر 1955     |
|             | وكالة ضمان الاستثمار متعدد الأطراف        | 18 سبتمبر 1992      | 9 فبراير 1994      |
|             | منظمة الشرطة الجنائية الدولية             | ?                   | ?                  |
|             | مؤسسة التمويل الدولية                     | 27 ديسمبر 1956      | 7 يناير 1966       |
|             | بنك التنمية الآسيوي                       | 1966                | 1966               |
|             | البنك الدولي للإنشاء والتعمير             | 27 ديسمبر 1945      | 6 سبتمبر 1961      |
|             | الفريق المعني برصد الأرض                  | ?                   | ?                  |
|             | المركز الدولي لتسوية المنازعات الاستشارية | 26 سبتمبر 1970      | 6 فبراير 1969      |
|             | يونسكو                                    | 29 نوفمبر 1946      | 1 مايو 1953        |

## وصلات خارجية
- موقع وزارة الخارجية البلجيكية
- موقع وزارة الخارجية النيبالية